# Недодетерминация
Недодетерминация (недоопределённость, принцип недостаточной детерминации) в философии науки — недостаточная определённость и детерминированность теорий имеющимися эмпирическими основаниями.
Принцип недодетерминации появляется в трудах Декарта. Пример Куайна с фразой «гавагай», поясняющий неопределённость перевода, является отражением принципа недодетерминации.
Ситуация недодетерминации проявляется, когда имеющиеся данные не позволяют выбрать какую либо из двух альтернативных и соперничающих теорий. Примеры недодетерминации: противостояние гео- и гелиоцентризма в науке времен Коперника и Галилея, когда ещё не были получены данные определённо подтверждающие одну теорию и опровергающие другую; положение квантовой физики в современной физической картине мира.
Понятие недодетерминации показывает слабость позиции наивного эмпиризма, существование сложных проблем, касающихся связи теории и опыта.